# Де-Мойн (округ, Айова)
Шаблон:StateAbbr_ 40°55′40″ пн. ш. 91°11′02″ зх. д. / 40.927777777778° пн. ш. 91.183888888889° зх. д.
Округ  Де-Мойн (англ. Des Moines County) — округ (графство) у штаті  Айова, США. Ідентифікатор округу 19057.

## Історія
Округ утворений 1834 року.

## Демографія
За даними перепису 
2000 року 
загальне населення округу становило 42351 осіб, зокрема міського населення було 30379, а сільського — 11972.
Серед мешканців округу чоловіків було 20459, а жінок — 21892. В окрузі було 17270 домогосподарств, 11535 родин, які мешкали в 18643 будинках.
Середній розмір родини становив 2,94.
Віковий розподіл населення поданий у таблиці:
| Стать    | До 15 років | 15-21 | 22-29 | 30-39 | 40-49 | 50-65 | 65-85 | Понад 85 |
| -------- | ----------- | ----- | ----- | ----- | ----- | ----- | ----- | -------- |
| Чоловіки | 4320        | 2093  | 1935  | 2766  | 3126  | 3476  | 2488  | 255      |
| Жінки    | 4113        | 2028  | 1836  | 2793  | 3160  | 3638  | 3542  | 782      |

## Суміжні округи
- Луїза — північ
- Генкок, Іллінойс — південний схід
- Гендерсон, Іллінойс — схід
- Лі — південь
- Генрі — захід

## Виноски
1. ↑  U.S. Decennial Census. United States Census Bureau. Архів оригіналу за 26 квітня 2015. Процитовано 16 липня 2014.
2. ↑  Historical Census Browser. University of Virginia Library. Архів оригіналу за 11 серпня 2012. Процитовано 16 липня 2014.
3. ↑  Population of Counties by Decennial Census: 1900 to 1990. United States Census Bureau. Архів оригіналу за 22 квітня 2014. Процитовано 16 липня 2014.
4. ↑  Census 2000 PHC-T-4. Ranking Tables for Counties: 1990 and 2000 (PDF). United States Census Bureau. Архів оригіналу (PDF) за 18 грудня 2014. Процитовано 16 липня 2014.
5. ↑  State & County QuickFacts. United States Census Bureau. Архів оригіналу за 7 червня 2011. Процитовано 16 липня 2014.(англ.) Наведено за англійською вікіпедією.
6. ↑  American FactFinder. Бюро перепису населення США. Архів оригіналу за 21 травня 2008. Процитовано 31 січня 2008.

| США | Це незавершена стаття з географії США. Ви можете допомогти проєкту, виправивши або дописавши її. |